# Diapensiàcies
Diapensiaceae és una petita família de plantes amb flors, conté 12 espècies en cinc gèneres. Tres dels gèneres, Berneuxia, Galax i Pyxidanthera, contenen només una espècie. Les espècies asiàtiques de Shortia anteriorment estaven separades com el gènere Schizocodon. Un altre gènere, Diplarche, va ser inclòs en aquesta família però ara es considera un membre de les Ericaceae.

## Gèneres
- Berneuxia Decne.
- Diapensia L.
- Galax Sims
- Pyxidanthera Michx.
- Shortia Torr. i A.Gray